# 豊永郁子
豊永 郁子（とよなが いくこ、1966年10月 - ）は、日本の政治学者。早稲田大学国際教養学部教授。東京大学博士（法学）。専門は、政治学、比較政治学。
1998年、『サッチャリズムの世紀』でサントリー学芸賞（思想・歴史部門）を受賞。指定難病のチャーグーストラウス症候群の患者であると公表している。

## 略歴
- 1966年 東京都武蔵野市生まれ[2]。名古屋、酒田、東京、札幌、大阪で育つ[3]。
- 1989年 東京大学法学部卒業[4]
- 1989年 東京大学法学部助手（-1992年）
- 1992年 東京大学法学部専任講師（-1995年）

この間、ケンブリッジ大学大学院博士課程在籍（1993-1995年）
- 1995年 地方自治総合研究所特別研究員（-1996年）
- 1996年 九州大学法学部助教授[2]（-2004年）

この間、ジョージタウン大学客員研究員（1998-2000年）
- 1998年 『サッチャリズムの世紀 作用の政治学へ』でサントリー学芸賞受賞[2][3]。

- 2004年 早稲田大学国際教養学部教授（現職）[4]
- 2010年 東京大学より博士（法学）の学位を取得。論文の題は「新保守主義の作用 : 中曽根・ブレア・ブッシュと政治の変容 (The scope of neoconservatism : transformation of politics under Nakasone, Blair and G. W. Bush)」[5]。

## 著書

### 単著
- 『サッチャリズムの世紀――作用の政治学へ』（創文社, 1998年）
- 『新保守主義の作用――中曽根・ブレア・ブッシュと政治の変容』（勁草書房, 2008年）
- 『新版　サッチャリズムの世紀――作用の政治学へ』（勁草書房, 2010年）

## 論文

### 雑誌論文
- 「サッチャリズムと住宅政策――ポピュラー・キャピタリズムと英国国家構造の接点（1-4）」『國家學會雜誌』107巻9・10号／108巻1・2号／108巻5・6号／108巻7・8号（1994年-1995年）
- 「1980年代英国サッチャー政権下における住宅政策――公営住宅払い下げ政策を中心にして」『住宅・土地問題研究論文集』23号（2001年）
- 「二つの『帝国』イメージの間で――新しい世界秩序の構築とアメリカ政治社会の将来」『法政研究』69号（2002年）
- 「政界再編期におけるコーポラティスト・シナリオの台頭と挫折――NTT分割論争の帰趨をめぐる一試論」『レヴァイアサン』32号（2003年）
- 「ジョージ・W・ブッシュ政権とテクノロジー政策」『レヴァイアサン』36号（2005年）
- 「現憲法下におけるアメリカ型地方自治の可能性」『地方自治』692号（2005年）

### 単行本所収論文
- 「政治学における『空間』概念――メタファーを超えて」納富信留・溝口孝司編『空間へのパースペクティヴ』（九州大学出版会, 1999年）
- "The Battle over the Breakup of NTT", in Otake Hideo ed., Power Shuffles and Policy Processes: Coalition Government in Japan in the 1990s, (JCIE, 2000).
- 「リーダーシップ」福田有広・谷口将紀編『デモクラシーの政治学』（東京大学出版会, 2002年）
- 「中曽根康弘首相における新保守主義と国民国家外交」菅英輝・石田正治編『21世紀の安全保障と日米安保体制』（ミネルヴァ書房, 2005年）